# رالف رايلي
السير رالف رايلي FRS ‏(23 أكتوبر 1924 - 27 أغسطس 1999) كان عالم وراثة بريطاني.
ولد في سكاربورو، شمال يوركشاير عام 1924 وخدم في الجيش خلال الحرب العالمية الثانية. بعد الحرب، درس علم النبات في جامعة شيفيلد، تلتها دراسة دكتوراه لمدة عامين في علم الوراثة.